# Robert Buckley
Robert Buckley (West Covina, 2 maggio 1981) è un attore statunitense.
Robert è noto soprattutto per i suoi ruoli nelle serie televisive Lipstick Jungle, One Tree Hill e iZombie.

## Biografia
Nativo di Claremont, Robert ha conseguito la laurea in economia alla California University di San Diego; dopo aver lavorato un anno e mezzo come consulente finanziario, si è trasferito in seguito a Los Angeles per intraprendere la carriera di attore.

### Carriera
Ha interpretato ruoli da protagonista in due serie di prime serata del canale MyNetworkTV (canale che si proponeva di realizzare remake con attori statunitensi di alcune telenovela sudamericane di successo); quello del fotografo Michael Bauer in Fashion House e quello di Matthew Wakefield in American Heiress. Robert è anche apparso in diversi film indipendenti usciti solo per il mercato home video come When a Killer Calls, Petrified e Killer Movie. 
Nel 2007 Robert appare nella serie tv Ghost Whisperer e nel 2008 ottiene il primo ruolo televisivo di rilievo con il ruolo del fotografo Kirby Atwood in Lipstick Jungle, telefilm con Brooke Shields dove interpreta l'interesse amoroso del personaggio interpretato da Kim Raver. Ha poi recitato in un film televisivo in onda su Lifetime intitolato Flirting with Forty al fianco di Heather Locklear. Dopo un piccolo ruolo di due episodi nel telefilm Privileged, il 10 giugno 2009, Robert viene assunto come protagonista fisso della settima stagione nel telefilm One Tree Hill con il ruolo del procuratore sportivo Clayton che ricoprirà per altre due stagioni fino alla conclusione del telefilm nel 2012. 
Lo stesso anno ottiene il ruolo di Brian Leonard nel telefilm soprannaturale 666 Park Avenue cancellato dopo una sola stagione e successivamente appare in due episodi della terza stagione della serie Hart of Dixie. 
Dal 2015 al 2019 è nel cast di iZombie in onda sul canale The CW.

## Filmografia

### Cinema
- When a Killer Calls, regia di Peter Mervis (2006) - direct to video
- Petrified, regia di Charles Band (2006) - direct to video
- Capturing Q, regia di LeAnna DeBaptiste Hallman (2006) - cortometraggio
- Archer House, regia di Dina Gachman (2007) - cortometraggio
- Killer Movie, regia di Jeff Fisher (2008)
- The Legend of Hell's Gate: An American Conspiracy, regia di Tanner Beard (2011)
- Z, regia di Jared Drake (2011) - cortometraggio
- Killer Movie: Director's Cut, regia di Jeff Fisher (2021)

### Televisione
- Fashion House - telenovela, 70 episodi (2006)
- American Heiress - telenovela, 36 episodi (2007)
- Ghost Whisperer - Presenze (Ghost Whisperer) - serie TV, episodio 3x07 (2007)
- Lipstick Jungle - serie TV, 20 episodi (2008-2009)
- Flirting with Forty - L'amore quando meno te lo aspetti (Flirting with Forty), regia di Mikael Salomon - film TV (2008)
- Privileged - serie TV, episodi 1x17-1x18 (2009)
- One Tree Hill - serie TV, 57 episodi (2009-2012)
- 666 Park Avenue - serie TV, 13 episodi (2012-2013)
- Hart of Dixie - serie TV, episodi 3x04-3x18 (2013-2014)
- Play It Again, Dick - serie web, 6 episodi (2014)
- iZombie - serie TV, 71 episodi (2015-2019)
- Powerless - serie TV, episodio 1x04 (2017)
- Dimension 404 - serie TV, episodio 1x01 (2017)
- The Christmas Contract, regia di Monika Mitchell - film TV (2018)
- Solo io e te (Love in Store), regia di Paul Ziller - film TV (2020)
- The Christmas House, regia di Michael Grossman - film TV (2020)
- Chesapeake Shores - serie TV, 18 episodi (2021-2022)
- The Christmas House 2: Deck Those Halls, regia di Rich Newey - film TV (2021)

## Doppiatori italiani
Nelle versioni in lingua italiana dei suoi lavori, Robert Buckley è stato doppiato da:
- Marco Vivio in Privileged, Hart of Dixie, Powerless, Chesapeake Shores
- Emiliano Coltorti in Lipstick Jungle, One Tree Hill
- Riccardo Rossi in Flirting with Forty - L'amore quando meno te lo aspetti
- David Chevalier in 666 Park Avenue
- Paolo Vivio in iZombie